# Orientierungslauf-Juniorenweltmeisterschaften 2012
Die 23. Orientierungslauf-Juniorenweltmeisterschaften fanden vom 6. bis 14. Juli 2012 in der Gegend um Košice in der Slowakei statt.

## Zeitplan
- 8. Juli 2012: Sprint
- 9. Juli 2012: Langdistanz
- 11. Juli 2012: Mitteldistanz Qualifikation
- 12. Juli 2012: Mitteldistanz Finale
- 13. Juli 2012: Staffel

## Herren

### Sprint
| Platz | Land | Athlet                  | Zeit        |
| ----- | ---- | ----------------------- | ----------- |
| 1     | RUS  | Gleb Tichonow           | 14:05,7 min |
| 2     | CZE  | Jan Petržela            | 14:23,0 min |
| 3     | NOR  | Eskil Kinneberg         | 14:23,4 min |
| 4     | DEN  | Jakob Ekhard Edsen      | 14:24,5 min |
| 5     | SWE  | Martin Regborn          | 14:24,7 min |
| 6     | SWE  | Emil Svensk             | 14:26,6 min |
| 7     | POR  | Joao Figueiredo         | 14:37,2 min |
| 8     | NOR  | Håkon Jarvis Westergård | 14:37,8 min |

Sprint: 8. Juli 2012

Ort: Dolná Brána (Karte)

Länge: 2,9 km

Steigung: 5 m

Posten: 20

### Mitteldistanz
| Platz | Land | Athlet             | Zeit      |
| ----- | ---- | ------------------ | --------- |
| 1     | NZL  | Matt Ogden         | 27:55 min |
| 2     | CZE  | Jan Petržela       | 28:08 min |
| 3     | SUI  | Florian Schneider  | 28:09 min |
| 4     | SUI  | Alain Denzler      | 28:22 min |
| 5     | NOR  | Jon Aukrust Osmoen | 28:37 min |
| 6     | NOR  | Marius Thrane Ødum | 28:48 min |
| 7     | SWE  | Martin Regborn     | 29:04 min |
| 8     | SWE  | Jens Wängdahl      | 29:17 min |

Mitteldistanz: 12. Juli 2012

Ort: Izra (Karte)

Länge: 4,8 km

Steigung: 225 m

Posten: 19

### Langdistanz
| Platz | Land | Athlet             | Zeit      |
| ----- | ---- | ------------------ | --------- |
| 1     | NOR  | Eskil Kinneberg    | 1:09:46 h |
| 2     | DEN  | Marius Thrane Ødum | 1:11:43 h |
| 3     | RUS  | Gleb Tichonow      | 1:12:26 h |
| 4     | SWE  | Martin Regborn     | 1:13:17 h |
| 5     | SWE  | Fredrik Edén       | 1:13:55 h |
| 6     | DEN  | Thor Norskov       | 1:14:04 h |
| 7     | SWE  | Johan Högstrand    | 1:14:28 h |
| 8     | CZE  | Jan Petržela       | 1:15:57 h |

Langdistanz: 9. Juli 2011

Ort: Brázda (Karte)

Länge: 11,5 km

Steigung: 405 m

Posten: 23

### Staffel
| Platz | Land | Athleten                                                   | Zeit      |
| ----- | ---- | ---------------------------------------------------------- | --------- |
| 1     | RUS  | Iwan Kuchmenko Andrei Kozyrew Gleb Tichonow                | 1:33:10 h |
| 2     | DEN  | Jakob Ekhard Edsen Thor Norskov Marius Thrane Ødum         | 1:34:13 h |
| 3     | NOR  | Jon Aukrust Osmoen Håkon Jarvis Westergård Eskil Kinneberg | 1:34:57 h |
| 4     | CZE  | Michal Hubáček Adam Chloupek Jan Petržela                  | 1:35:21 h |
| 5     | SUI  | Florian Schneider Sven Aschwanden Alain Denzler            | 1:35:50 h |
| 6     | FIN  | Miika Arvola Mikko Huhtinen Miika Suominen                 | 1:36:43 h |
| 7     | NZL  | Tim Robertson Nick Hann Matt Ogden                         | 1:37:14 h |
| 8     | POL  | Robert Niewiedziala Piotr Parfianowicz Michal Olejnik      | 1:37:36 h |

Staffel: 13. Juli 2012

Ort:

## Damen

### Sprint
| Platz | Land | Athletin           | Zeit        |
| ----- | ---- | ------------------ | ----------- |
| 1     | SWE  | Tove Alexandersson | 11:12,8 min |
| 2     | DEN  | Emma Klingenberg   | 11:45,3 min |
| 3     | SWE  | Frida Sandberg     | 12:06,9 min |
| 4     | FIN  | Kirsi Nurmi        | 12:21,7 min |
| 5     | NOR  | Ingjerd Myhre      | 12:23,0 min |
| 6     | NOR  | Oda Wennemo        | 12:27,7 min |
| 7     | RUS  | Ekaterina Sawkina  | 12:29,6 min |
| 8     | NOR  | Marte Narum        | 12:30,5 min |

Sprint: 8. Juli 2012

Ort: Dolná Brána (Karte)

Länge: 2,3 km

Steigung: 5 m

Posten: 17

### Mitteldistanz
| Platz | Land | Athletin           | Zeit      |
| ----- | ---- | ------------------ | --------- |
| 1     | SWE  | Tove Alexandersson | 23:42 min |
| 2     | SWE  | Frida Sandberg     | 24:35 min |
| 3     | SUI  | Sandrina Müller    | 25:30 min |
| 4     | SWE  | Sara Hagström      | 25:47 min |
| 5     | NOR  | Marte Narum        | 26:07 min |
| 6     | FIN  | Tytti Kirvesmies   | 26:36 min |
| 7     | FRA  | Isia Basset        | 26:38 min |
| 8     | FIN  | Elisa Mäkinen      | 26:59 min |

Mitteldistanz: 12. Juli 2012

Ort: Izra (Karte)

Länge: 3,6 km

Steigung: 165 m

Posten: 17

### Langdistanz
| Platz | Land | Athletin            | Zeit      |
| ----- | ---- | ------------------- | --------- |
| 1     | FIN  | Kirsi Nurmi         | 57:55 min |
| 2     | SWE  | Frida Sandberg      | 60:26 min |
| 3     | CAN  | Emily Kemp          | 60:54 min |
| 4     | NOR  | Marte Narum         | 61:20 min |
| 5     | DEN  | Hagner Stine Bagger | 61:21 min |
| 6     | SUI  | Sandrine Müller     | 62:59 min |
| 7     | GBR  | Lucy Butt           | 61:36 min |
| 8     | AUT  | Anja Arbter         | 63:32 min |

Langdistanz: 9. Juli 2012

Ort: Brázda (Karte)

Länge: 7,7 km

Steigung: 280 m

Posten: 13

### Staffel
| Platz | Land | Athletinnen                                            | Zeit      |
| ----- | ---- | ------------------------------------------------------ | --------- |
| 1     | DEN  | Stine Bagger Hagner Ita Klingenberg Emma Klingenberg   | 1:34:05 h |
| 2     | SWE  | Helena Karlsson Frida Sandberg Tove Alexandersson      | 1:34:20 h |
| 3     | SUI  | Mirjam Hellmüller Marion Aebi Sandrine Müller          | 1:37:19 h |
| 4     | FIN  | Tytti Kirvesmies Elisa Mäkinen Kirsi Nurmi             | 1:38:23 h |
| 5     | NOR  | Marte Narum Maren Jansson Haverstad Ingjerd Myhre      | 1:39:14 h |
| 6     | CZE  | Markéta Poloprutská Vendula Horčičková Tereza Novotná  | 1:39:25 h |
| 7     | UKR  | Olena Fedorowa Wiktorija Sucharewska Alona Sucharewska | 1:39:29 h |
| 8     | GBR  | Lucy Butt Florence Haines Charlotte Watson             | 1:39:42 h |

Staffel: 13. Juli 2012

Ort:

## Medaillenspiegel
| Platz | Land       | Gold | Silber | Bronze | Gesamt |
| ----- | ---------- | ---- | ------ | ------ | ------ |
| 1     | Schweden   | 2    | 3      | 1      | 6      |
| 2     | Russland   | 2    | –      | 1      | 3      |
| 3     | Dänemark   | 1    | 3      | –      | 4      |
| 4     | Norwegen   | 1    | –      | 1      | 2      |
| 5     | Finnland   | 1    | –      | –      | 1      |
| 5     | Neuseeland | 1    | –      | –      | 1      |
| 7     | Tschechien | –    | 2      | –      | 2      |
| 8     | Schweiz    | –    | –      | 3      | 3      |
| 9     | Norwegen   | –    | –      | 1      | 1      |
| 9     | Kanada     | –    | –      | 1      | 1      |